# Секусић
Секусић (рум. Secusigiu) је насељено место и седиште истоимене општине, која припада округу Арад у Румунији. Налази се на надморској висини од 97 м.

## Прошлост
Секусић је пописан 1764. године када се налазио у Варјашком протопрезвирату.
Аустријски царски ревизор Ерлер је 1774. године констатовао да место Секусић припада Сентандрашком округу, Темишварског дистрикта. Становништво је било претежно влашко.
Када је 1797. године пописан православни клир ту се налазе четири свештеника, који мада имају румунска имена и презимена, служе се српским и румунским језиком. Били су то два пароха, поп Петар Кожаји (рукоп. 1782), поп Занфир Матејевић (1788), затим капелан поп Кирил Кожаји (1797) и ђакон Јован Белч (1796).

## Становништво
Према попису становништва из 2002. године у насељу је живело 2.212 становника. Већинско становништво су били Румуни којих је било 85,9%, затим следе Роми са 7,7%, Мађари са 4,8%, Немци са 0,9% и Срби са 0,5% становништва.
| Етнички састав према попису из 2002. године‍ | Етнички састав према попису из 2002. године‍ | Етнички састав према попису из 2002. године‍ | Етнички састав према попису из 2002. године‍ | Етнички састав према попису из 2002. године‍ |
| ------------------------------------------- | ------------------------------------------- | ------------------------------------------- | ------------------------------------------- | ------------------------------------------- |
|                                             |                                             |                                             |                                             |                                             |
| Румуни                                      | Румуни                                      |                                             | 1.900                                       | 85,9%                                       |
| Роми                                        | Роми                                        |                                             | 171                                         | 7,7%                                        |
| Мађари                                      | Мађари                                      |                                             | 107                                         | 4,8%                                        |
| Немци                                       | Немци                                       |                                             | 19                                          | 0,9%                                        |
| Срби                                        | Срби                                        |                                             | 11                                          | 0,5%                                        |